# Jan Šikl
Jan Šikl (* 22. února 1957 Praha) je český filmový a televizní režisér, scenárista a producent.

## Život
Jan Šikl vystudoval obor dokumentární tvorby na FAMU v roce 1984. Již od dob studií byl sběratelem archivních filmových materiálů a domácích záběrů.[zdroj?]

## Tvorba
Šikl se od dob studií na FAMU podílel na krátkých dokumentárních filmech zejména pro Krátký film Praha, kde působil jako asistent režie (natočil zde 5 dokumentárních filmů, 13 zakázkových filmů a 11 scénářů pro hraný seriál). V druhé polovině 80. let začal připravovat společně s režisérem Antonínem Moskalykem scénáře k připravovanému koprodukčnímu seriálu Československé televize a německé televize Dobrodružství kriminalistiky. Tento seriál, uváděný Československou (později Českou) televizí s velkou popularitou, později získal také knižní podobu. V roce 1991 založil svou vlastní produkční společnost Pragafilm, ve které vytvořil řadu dokumentů pro Českou televizi (např. Na cestě, Kufry do neznáma, Finálový výkop, Československo 1957, Stále na cestě, Jan - zpověď dítěte, Jiná možnost). Pro společnost DaDa připravil cyklus Deset století architektury. Později opět ve spolupráci s Českou televizí vyvinul a režíroval střihové dokumenty Soukromé století, které získaly řadu ocenění na zahraničních i českých festivalech. Posledním dokunčeným snímkem je časosběrné ohlédnutí za invazí sovětských vojsk ve filmu Rekonstrukce okupace.
Ve své tvorbě se věnuje převážně střihovým dokumentárním filmům a časosběrnému dokumentu (inspiroval se mimo jiné tvorbou režisérů Goddfrey Reggia nebo Pétera Forgácse). Je také autorem konceptu expozice České republiky na světové výstavě v japonském Aichi v roce 2005. Za filmy Nízký let a Mávnutí motýlích křídel získal cenu za nejlepší český dokument na MFDF v Jihlavě v letech 2005 a 2006.

## Filmografie
- 1989 – Daň za světlo
- 1989-1992 – Dobrodružství kriminalistiky – pouze scénář
- 1994 – Kufry do neznáma
- 1996 – Na cestě
- 1997 – Československo 1957 aneb Návrat Ježíška do Československa
- 1998 – Stále na cestě
- 1997–2000 – Deset století architektury
- 1996 – Marian – spolupráce na scénáři (režie: Petr Václav)
- 2000 – Jiná možnost
- 2001–2002 – Amare Roma
- 2002 – Všichni jsme feťáci
- 2002 – Tatíček a Lili Marlén
- 2002 – Král Velichovek
- 2004 – Sousoší dědečka Vindy
- 2005 – Mávnutí motýlích křídel
- 2006 – Sejdeme se v Denveru
- 2006 – Nízký let
- 2006 – Líbám tě a miluji
- 2008 – Ruské obláčky kouře
- 2010 – Evoluce 4 z revoluce – Jan Ruml, Kryštof Rímský, Martin Mejstřík, Michal Kocáb (4. díly po 57 minutách)
- 2021 – Rekonstrukce okupace